# John Herrington
John Bennett Herrington (Wetumka, 14 de septiembre de 1958) es un aviador naval de los Estados Unidos retirado y exastronauta de la NASA. Miembro de la nación Chickasaw, en 2002 se convirtió en el primer miembro inscrito de una tribu de nativos estadounidenses en volar en el espacio.

## Primeros años
Nació en Oklahoma, en la Nación Chickasaw. Creció en Colorado Springs, Riverton (Wyoming) y Plano (Texas). Obtuvo una licenciatura en matemáticas aplicadas de la Universidad de Colorado en Colorado Springs antes de ingresar a la Armada de los Estados Unidos en 1984.

## Carrera naval
Se enroló en la escuela de candidatos a oficiales de aviación en la base aeronaval de Pensacola (Florida) de la Armada estadounidense en marzo de 1984. En marzo de 1985, fue designado aviador naval en el escuadrón de patrulla treinta y uno (VP-31) en Moffett Field (California) para realizar entrenamientos en el P-3C Orion. Su primera asignación operativa fue con el escuadrón de patrulla cuarenta y ocho (VP-48), donde realizó tres despliegues operativos, dos en el Pacífico Norte desde la base aeronaval Adak en Alaska, y uno en el Pacífico Occidental desde la base aeronaval Punta Cubi en Filipinas. Mientras estaba asignado al escuadrón VP-48, fue designado como comandante de patrulla de aviones, comandante de misión y piloto instructor de aviones de patrulla.
Luego de completar su primera misión operativa, regresó al escuadrón VP-31 como piloto instructor. Al mismo tiempo, fue seleccionado para asistir a la escuela de pilotos navales en la estación aeronaval del Río Patuxent (Maryland) en enero de 1990. Posteriormente realizó pruebas de vuelo adicionales para numerosas variantes del P-3 Orion, así como el T-34C y de Havilland Canada Dash 7. Luego de su selección como oficial de servicio de ingeniería aeronáutica, realizó un maestría en ciencias en ingeniería aeronáutica en junio de 1995 en la escuela de posgrado naval. Fue asignado como oficial de proyectos especiales a la oficina de personal naval, puesto que ocupaba cuando fue seleccionado para el programa de astronautas.

## Carrera en la NASA

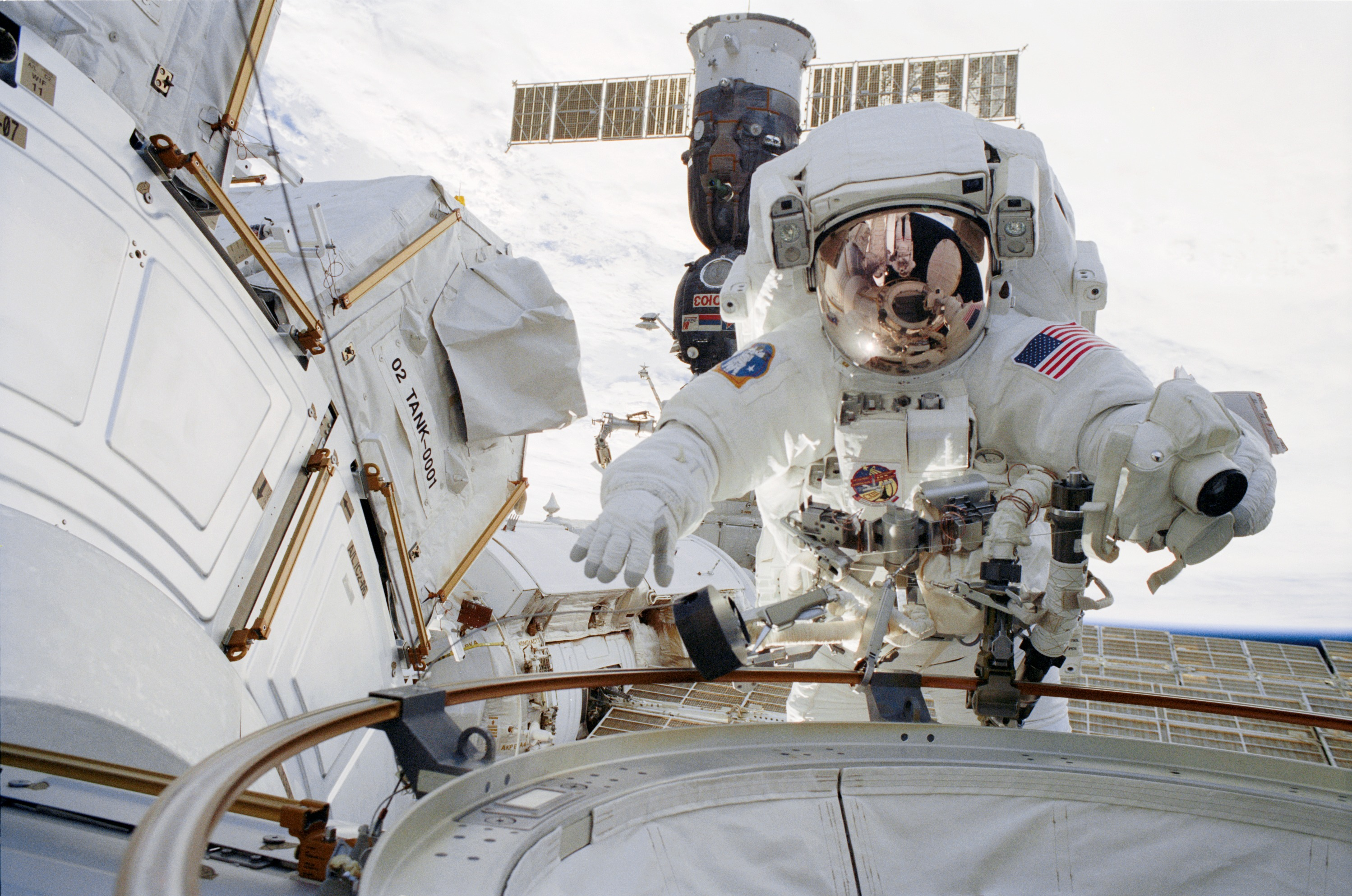
Herrington realizando un paseo espacial durante la misión STS-113.

Seleccionado por la NASA en abril de 1996, ingresó al Centro Espacial Lyndon B. Johnson en agosto de 1996. Completó dos años de entrenamiento y evaluación, y calificó para la asignación de vuelo como especialista en misiones. Fue asignado a la rama de soporte de vuelo de la oficina de astronautas donde se desempeñó como miembro del equipo de personal de apoyo de astronautas responsable de los preparativos de lanzamiento del transbordador y las operaciones posteriores al aterrizaje.
Fue seleccionado como especialista de misión para la STS-113, la decimosexta misión del transbordador espacial a la Estación Espacial Internacional. El Endeavour fue lanzado desde el Centro espacial John F. Kennedy el 23 de noviembre de 2002 para entregar el segmento P1 Truss, que proporciona soporte estructural para los radiadores de la Estación Espacial. También fue enviada la Expedición 6. El transbordador regresó a la Tierra el 7 de diciembre de 2002 con el equipo de la Expedición 5 que terminó su estadía de seis meses en el espacio. La duración total de la misión fue de 13 días, 18 horas y 47 minutos.
Durante la misión, realizó tres paseos espaciales, con un total de 19 horas y 55 minutos.
En julio de 2004, se desempeñó como comandante de la misión NEEMO 6 a bordo del laboratorio submarino Aquarius, viviendo y trabajando bajo el agua durante diez días. Se retiró de la Armada y de la NASA en julio de 2005.

## Honores y distinciones
Fue incluido en el salón de la fama Chickasaw en 2002. Obtuvo su doctorado en educación en la Universidad de Idaho en 2014. En 2017, fue incluido en el Salón de la Fama Internacional del Aire y el Espacio en el Museo del Aire y el Espacio de San Diego. En 2018, se convirtió en uno de los integrantes de la primera ceremonia de inducción celebrada por el salón de la fama nacional de los nativos estadounidenses.